# Fluctus

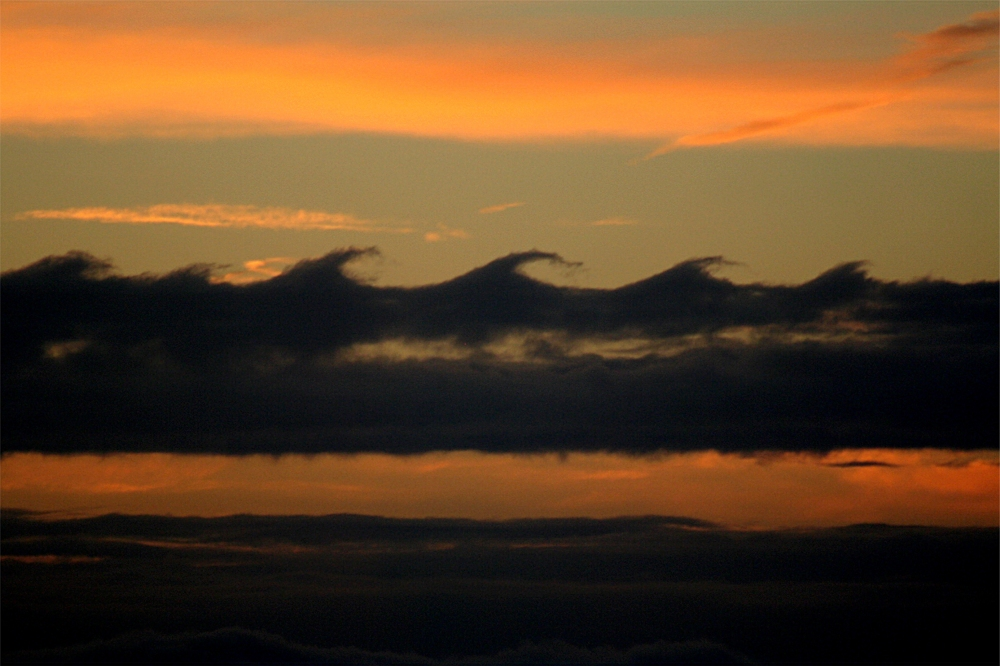
Niestabilność Kelvina-Helmholtza w San Francisco

fluctus (flu) (łac. falisty) – krótkotrwałe zjawisko polegające na tworzeniu się struktur w kształcie załamujących się fal, występujące głównie na górnej powierzchni chmury.
Fenomen ten zachodzi pod wpływem niestabilności Kelvina-Helmholtza. Powstawanie tego zjawiska jest uwarunkowane występowaniem dwóch warstw powietrza, cieplejszej i chłodniejszej. Warstwy poruszają się względem siebie, co w rezultacie powoduje tworzenie się charakterystycznych zawirowań.
Zazwyczaj można je zaobserwować w wietrzne dni, szczególnie nad obszarami górzystymi.
Fluctus towarzyszy takim chmurom, jak:
- Cirrus
- Cumulus
- Altocumulus
- Stratocumulus
- Stratus

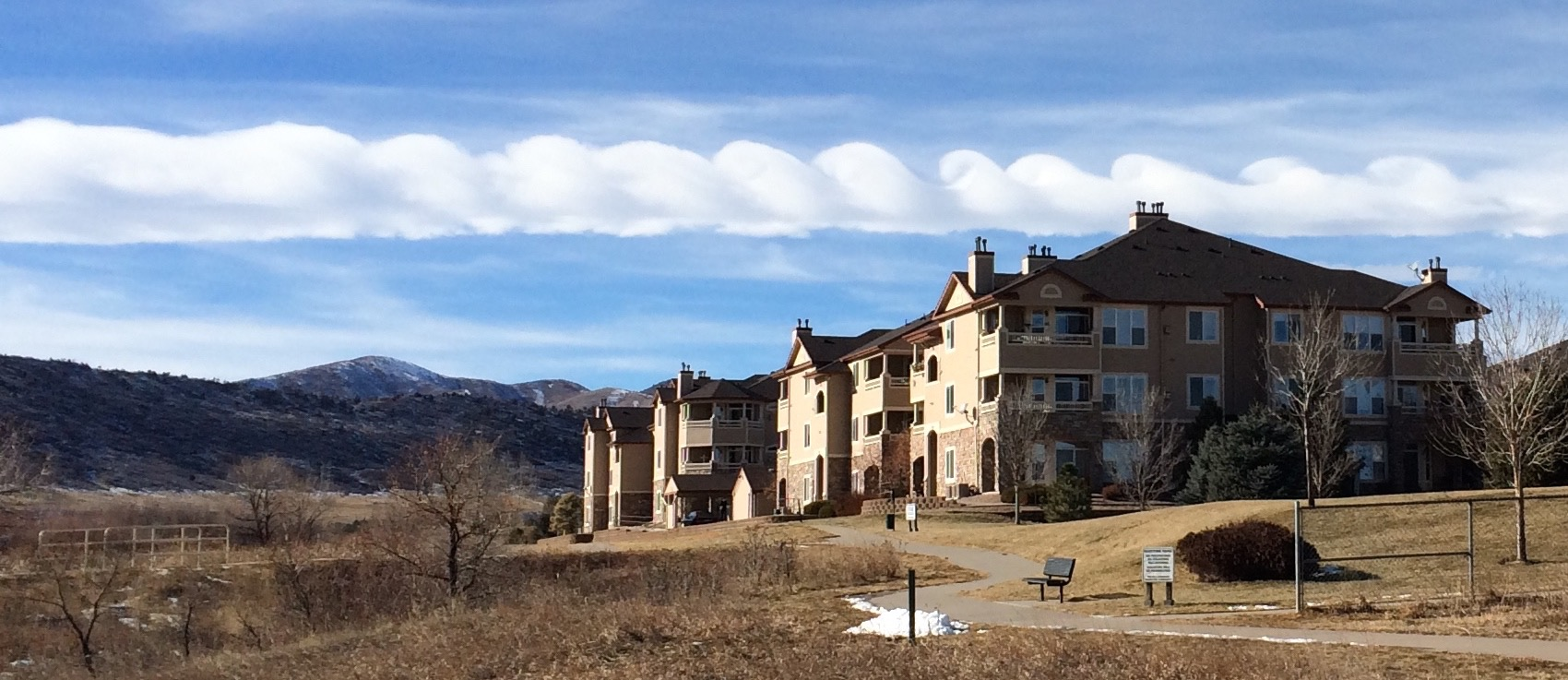
Niestabilność Kelvina-Helmohltza nieopodal Denver

Chmura ta jest również nazywana chmurą Kelvina-Helmholtza. 